# US-amerikanische Meisterschaften im Sommerbiathlon 2010
Die US-amerikanischen Meisterschaften im Sommerbiathlon 2010 wurden vom 18. bis 21. August des Jahrs von der Washington Biathlon Association auf dem Gelände der Seattle Police Athletic Association in Tukwila, Washington, durchgeführt. Veranstaltet wurden jeweils drei Rennen (Sprint, Verfolgung, Massenstart) im Crosslauf für Männer und Frauen.
Bei den Frauen gewann Sibylle Wilbert alle drei Titel und die Gesamtwertung, bei den Männern war Douglas Hoover mit zwei Titeln und dem Gewinn der Gesamtwertung erfolgreichster Teilnehmer.

## Männer

### Sprint 4 km
| Platz | Name                 | Fehler | Zeit    |
| ----- | -------------------- | ------ | ------- |
| 1     | Douglas Hoover       | 0-1    | 14:16.0 |
| 2     | Danny Fink           | 1-1    | 14:38.0 |
| 3     | Kevin Jacobsen       | 2-1    | 15:14.0 |
| 4     | Russell Skelton      | 1-3    | 15:29.0 |
| 5     | Shaun Marshall-Pryde | 4-4    | 15:41.0 |
| 6     | Mike Scharn          | 1-4    | 15:45.0 |
| 7     | Sean Kato            | 2-5    | 16:10.0 |
| 8     | Rich McClung         | 4-3    | 16:12.0 |
| 9     | Joshua Barrow        | 3-1    | 16:35.0 |
| 10    | Jay Bender           | 1-0    | 17:30.0 |

Datum: 18. August 2010

Am Start waren 23 Läufer.

### Verfolgung 6 km
| Platz | Name                 | Fehler  | Zeit    |
| ----- | -------------------- | ------- | ------- |
| 1     | Douglas Hoover       | 0-1-1-1 | 24:55.0 |
| 2     | Shaun Marshall-Pryde | 4-4-1-2 | 26:06.0 |
| 3     | Kevin Jacobsen       | 2-1-1-1 | 26:07.0 |
| 4     | Danny Fink           | 1-2-3-2 | 26:11.0 |
| 5     | Mike Scharn          | 3-1-2-2 | 26:48.0 |
| 6     | Russell Skelton      | 2-2-2-3 | 26:55.0 |
| 7     | Sean Kato            | 2-2-3-3 | 27:48.0 |
| 8     | Joshua Barrow        | 4-2-3-5 | 29:08.0 |
| 9     | Rich McClung         | 4-5-1-1 | 29:10.0 |
| 10    | Cory Hoeger          | 3-2-2-1 | 31:01.0 |

Datum: 19. August 2010

Am Start waren 23 Läufer.

### Massenstart 6 km
| Platz | Name                 | Fehler  | Zeit    |
| ----- | -------------------- | ------- | ------- |
| 1     | Danny Fink           | 0-0-2-2 | 25:59.0 |
| 2     | Russell Skelton      | 1-2-2-1 | 26:38.0 |
| 3     | Douglas Hoover       | 2-2-2-0 | 26:46.0 |
| 4     | Shaun Marshall-Pryde | 3-2-2-2 | 26:59.0 |
| 5     | Mike Scharn          | 2-0-2-4 | 27:23.0 |
| 6     | Sean Kato            | 1-2-2-3 | 27:31.0 |
| 7     | Kevin Jacobsen       | 3-2-2-2 | 28:28.0 |
| 8     | Rich McClung         | 2-5-3-1 | 30:16.0 |
| 9     | Jim Wood             | 3-3-4-2 | 30:18.0 |
| 10    | Landon Charlo        | 1-3-3-1 | 31:39.0 |

Datum: 21. August 2010

Am Start waren 27 Läufer.

### Gesamtwertung
| Platz | Name                 | Schnitt   | Rennen |
| ----- | -------------------- | --------- | ------ |
| 1     | Douglas Hoover       | 103,056 % | 3      |
| 2     | Danny Fink           | 101,168 % | 3      |
| 3     | Shaun Marshall-Pryde | 98,257 %  | 3      |
| 4     | Kevin Jacobsen       | 97,437 %  | 3      |
| 5     | Russell Skelton      | 97,330 %  | 3      |
| 6     | Mike Scharn          | 96,140 %  | 3      |
| 7     | Sean Kato            | 93,944 %  | 3      |
| 8     | Rich McClung         | 88,220 %  | 3      |
| 9     | Joshua Barrow        | 86,982 %  | 3      |
| 10    | Landon Charlo        | 79,813 %  | 3      |

Die Ergebnisse der Einzelrennen wurden in Prozente umgerechnet und für die Gesamtwertung der Schnitt der beiden besten Werte genommen. In die Wertung kamen 24 Läufer; weitere fünf Läufer platzierten sich nicht, da sie an nur einem der Rennen teilgenommen hatten.

## Frauen

### Sprint 3 km
| Platz | Name             | Fehler | Zeit    |
| ----- | ---------------- | ------ | ------- |
| 1     | Sibylle Wilbert  | 1-4    | 16:43.0 |
| 2     | Carol Stuhley    | 1-3    | 16:55.0 |
| 3     | Arminda Phillips | 2-2    | 17:17.0 |
| 4     | Bryn Black       | 1-2    | 18:58.0 |
| 5     | Shan Rayray      | 3-2    | 21:31.0 |

Datum: 18. August 2010

Am Start waren fünf Läuferinnen.

### Verfolgung 5 km
| Platz | Name             | Fehler  | Zeit    |
| ----- | ---------------- | ------- | ------- |
| 1     | Sibylle Wilbert  | 3-2-3-3 | 32:23.0 |
| 2     | Arminda Phillips | 1-2-3-1 | 33:08.0 |
| 3     | Carol Stuhley    | 3-2-3-3 | 33:25.0 |
| 4     | Bryn Black       | 2-1-2-3 | 38:33.0 |
| 5     | Shan Rayray      | 2-2-2-2 | 44:32.0 |

Datum: 19. August 2010

Am Start waren fünf Läuferinnen.

### Massenstart 5 km
| Platz | Name             | Fehler  | Zeit    |
| ----- | ---------------- | ------- | ------- |
| 1     | Sibylle Wilbert  | 3-3-3-2 | 32:28.0 |
| 2     | Carol Stuhley    | 4-3-1-4 | 33:59.0 |
| 3     | Arminda Phillips | 1-2-3-1 | 34:39.0 |
| 4     | Bryn Black       | 1-1-1-0 | 37:50.0 |

Datum: 21. August 2010

Am Start waren vier Seniorinnen und mit Eden Anana eine Läuferin aus dem Jugendbereich.

### Gesamtwertung
| Platz | Name             | Schnitt   | Rennen |
| ----- | ---------------- | --------- | ------ |
| 1     | Sibylle Wilbert  | 102,732 % | 3      |
| 2     | Carol Stuhley    | 99,743 %  | 3      |
| 3     | Arminda Phillips | 98,848 %  | 3      |
| 4     | Bryn Black       | 87,992 %  | 3      |
| 5     | Shan Rayray      | 69,092 %  | 2      |

Die Ergebnisse der Einzelrennen wurden in Prozente umgerechnet und für die Gesamtwertung der Schnitt der beiden besten Werte genommen. In die Wertung kamen fünf Läuferinnen.